# Horst Wruck
Horst Wruck (18. června 1946 – 31. března 2022) byl východoněmecký fotbalista, záložník. Jeho bratrem byl fotbalista Wolfgang Wruck.

## Fotbalová kariéra
Ve východoněmecké oberlize hrál za Vorwärts Berlin a Vorwärts Frankfurt, nastoupil ve 263 ligových utkáních a dal 36 gólů. S týmem Vorwärts Berlin vyhrál dvakrát východoněmeckou oberligu a v roce 1970 východoněmecký fotbalový pohár. V Poháru mistrů evropských zemí nastoupil v 8 utkáních, v Poháru vítězů pohárů nastoupil v 6 utkáních a dal 1 gól a v Poháru UEFA nastoupil ve 2 utkáních. Za reprezentaci Východního Německa (NDR) nastoupil v roce 1969 v přátelském utkání s Chile.

## Ligová bilance
| Ročník          | Zápasy | Góly | Klub               |
| --------------- | ------ | ---- | ------------------ |
| I. liga 1965/66 | 2      | 0    | Vorwärts Berlin    |
| I. liga 1966/67 | 22     | 9    | Vorwärts Berlin    |
| I. liga 1967/68 | 19     | 2    | Vorwärts Berlin    |
| I. liga 1968/69 | 23     | 2    | Vorwärts Berlin    |
| I. liga 1969/70 | 24     | 1    | Vorwärts Berlin    |
| I. liga 1970/71 | 23     | 4    | Vorwärts Berlin    |
| I. liga 1971/72 | 22     | 3    | Vorwärts Frankfurt |
| I. liga 1972/73 | 24     | 4    | Vorwärts Frankfurt |
| I. liga 1973/74 | 25     | 4    | Vorwärts Frankfurt |
| I. liga 1974/75 | 22     | 2    | Vorwärts Frankfurt |
| I. liga 1975/76 | 20     | 2    | Vorwärts Frankfurt |
| I. liga 1976/77 | 19     | 3    | Vorwärts Frankfurt |
| I. liga 1977/78 | 18     | 0    | Vorwärts Frankfurt |
| CELKEM I. liga  | 263    | 36   |                    |